# Gewöhnliches Kohlröschen
Das hauptsächlich in den Alpen vorkommende Gewöhnliche Kohlröschen (Nigritella nigra subsp. rhellicani (Teppner & E.Klein) H.Baumann, Künkele & R.Lorenz, Syn.: Gymnadenia rhellicani (Teppner & E.Klein) Teppner & E.Klein), auch Rhellicanus-Kohlröschen genannt, ist 1990 als Nigritella rhellicani vom Schwarzen Kohlröschen (Nigritella nigra subsp. nigra), das in Skandinavien vorkommt, abgetrennt und von Herwig Teppner und Erich Klein neu beschrieben worden. 2004 wurde es von Helmut Helmut Baumann, Siegfried Künkele und Richard Lorenz vom Rang einer Art zur Unterart des Schwarzen Kohlröschens herabgestuft. Es ist im Gegensatz zu diesem nicht apomiktisch und pflanzt sich geschlechtlich fort (H.Teppner, E.Klein 1990). Das Gewöhnliche Kohlröschen wurde von den Arbeitskreisen Heimische Orchideen (AHO) zur Orchidee des Jahres 2007 gekürt.

## Beschreibung
Das Gewöhnliche Kohlröschen ist eine ausdauernde Pflanze, die 5 bis 22 Zentimeter hoch wird. Es besitzt 2 unterirdische handförmig geteilte Knollen. Der Stängel ist Kantig, aufrecht und unverzweigt. Die Blätter sind wechselständig und grundständig, lineal und hohlrinnig. Der Blütenstand ist kugelig bis eiförmig. Die Blüten sind dunkel rotbraun, trichterförmig und duften stark nach Vanille. Die untersten Deckblätter sind am Grund deutlich papillös. Die seitlichen Sepalen sind 4,5 bis 7,5 Millimeter lang und 1,1 bis 2,5 Millimeter breit. Die Petalen sind 3,5 bis 6,2 Millimeter lang und 0,8 bis 1,9 Millimeter breit. Die Lippe ist dreieckig, 5 bis 7 Millimeter lang, ungeteilt und aufwärts gerichtet. Der Sporn ist sackartig und höchsten ein Viertel so lang wie der Fruchtknoten.

## Chromosomenzahl
Die Chromosomenzahl beträgt 2n = 40.

## Vorkommen
Das Gewöhnliche Kohlröschen kommt von den Alpen bis ins nördliche Griechenland und im Appennin vor. In Mitteleuropa kommt es in Deutschland (Bayern), Österreich, in der Schweiz, in Liechtenstein und in den Vogesen vor. Es gedeiht in Gebirgsrasen in Höhenlagen von 1000 bis 2700 Metern. Ein früheres Vorkommen in Baden-Württemberg auf der Kohlhalde bei Bonndorf im Schwarzwald, das als ursprünglich angesehen wird und auch belegt ist, bezog sich vermutlich auf diese Kleinart.
Die ökologischen Zeigerwerte nach Landolt et al. 2010 sind in der Schweiz für das Aggregat Nigritella rhellicani aggr.(umfasst Nigritella rhellicani, Nigritella austriaca und Nigritella corneliana): Feuchtezahl F = 2+ (frisch), Lichtzahl L = 4 (hell), Reaktionszahl R = 3 (schwach sauer bie neutral), Temperaturzahl T = 2 (subalpin), Nährstoffzahl N = 2 (nährstoffarm), Kontinentalitätszahl K = 3 (subozeanisch bis subkontinental).

## Naturschutz und Gefährdung
Das Gewöhnliche Kohlröschen ist in Deutschland durch die BArtSchV besonders geschützt. In der Schweiz und in Deutschland gilt die Art als „nicht gefährdet“.

## Taxonomie
Das Gewöhnliche Kohlröschen wurde 1990 von Herwig Teppner und Erich Klein in Phyton. Annales rei Botanicae.  Horn (Austria), Band 31, Teil 1, Seite 7 als Nigritella rhellicani erstbeschrieben. Mit dem Epitheton "rhellicani"" wird der Schweizer Johannes Müller genannt Rhellicanus aus Rellikon am Greifensee geehrt. Er starb 1542 in Biel und war vermutlich der erste, der in einer Druckschrift diese Art mit dem Namen "Brendli" bezeichnete. Er hatte die Art 1536 auf einer Wanderung mit Freunden in der Stockhornkette gesehen und beschrieben und 1555 in einem Gedicht über das Stockhorn publiziert (H.Teppner und E.Klein 1990). Die Art wurde auch als Gymnadenia rhellicani von Herwig Teppner und Erich Klein in Phyton. Annales rei Botanicae.  Horn (Austria), Band 38, Teil 1, Seite 338 als Gymnadenia rhellicani (Teppner & E.Klein) Teppner & E.Klein in die Gattung Gymnadenia versetzt. Synonyme von Gymnadenia rhellicani (Teppner & E.Klein) Teppner & E.Klein sind Nigritella nigra subsp. rhellicani (Teppner & E.Klein) H.Baumann, Künkele & R.Lorenz und Gymnadenia nigra subsp. rhellicani (Teppner & E.Klein) J.-M.Tison.